# ۴۹۸ (میلادی)

## رویدادها
- حمله خاورگوت‌ها به جزیره سیسیل